# پالم ولی، شهرستان ویلیامسون، تگزاس
پالم ولی (به انگلیسی: Palm Valley) یک منطقهٔ مسکونی در ایالات متحده آمریکا است که در شهرستان لانو، تگزاس واقع شده‌است. پالم ولی ۲۱۶ متر بالاتر از سطح دریا واقع شده‌است.